# Queer Lion 2024
Il Queer Lion 2024 è la diciottesima edizione del riconoscimento collaterale che premia «il miglior film con tematiche omosessuali & Queer Culture», assegnato nel quadro delle manifestazioni della 81ª Mostra internazionale d'arte cinematografica di Venezia che ha avuto luogo dal 28 agosto al 7 settembre 2024.
La consegna del premio è avvenuta l'8 settembre 2024 alle ore 19:00, presso la Casa della Critica, Lido di Venezia, all'interno della cerimonia di premiazione della Settimana Internazionale della Critica.
Il film vincitore è stato Alma del desierto, di Mónica Taboada-Tapia, presentato al festival nella sezione Eventi Speciali nell'ambito delle giornate degli autori.
La motivazione è stata la seguente.

## Regolamento di partecipazione
Hanno concorso per il Queer Lion Award tutti i film, di durata pari o superiore a 30 minuti, con tematiche e personaggi LGBT rilevanti all'interno dell’opera.
Nella sezione Fuori Concorso sono state segnalate tutte le opere queer di durata inferiore a 30’, i film con personaggi o situazioni LGBTQ estremamente secondari e marginali rispetto alla centralità della trama e i restauri delle pellicole che hanno fatto la storia del cinema e della cultura queer.

## Giuria
- Daniel N. Casagrande - giornalista e critico cinematografico - Presidente di giuria
- Marco Busato - operarore radiofonco -
- Adriano Virone - animatore culturale, attivista gay e DJ
- Jani Kuštrin - archivista, operatore culturale e attivista LGBT[4]

## Film

### In gara
- Queer, regia di Luca Guadagnino (Italia, Stati Uniti d'America)
- Love (Kjærlighet), regia di Dag Johan Haugerud (Norvegia)
- El jockey, regia di Luis Ortega (Argentina, Spagna, Messico, Danimarca)
- Pooja, Sir, regia di Deepak Rauniyar (Nepal)
- Diciannove, regia di Giovanni Tortorici (Italia)
- Alma del desierto, regia di Mónica Taboada-Tapia
- Peaches Goes Bananas, regia di Marie Loisier – documentario (Francia, Belgio)
- Paul & Paulette Take a Bath, regia di Jethro Massey[4]